# Locquirec
Locquirec település Franciaországban, Finistère megyében. Lakosainak száma 1543 fő (2022. január 1.). Locquirec Guimaëc és Plestin-les-Grèves községekkel határos.

## Népesség
A település népességének változása:
| Lakosok száma | 965  | 1059 | 1226 | 1405 | 1354 | 1347 | 1456 | 1513 | 1521 | 1543 |
|               | 1968 | 1982 | 1990 | 2006 | 2013 | 2015 | 2017 | 2019 | 2020 | 2022 |